# Israelitischer Friedhof Mistelbach

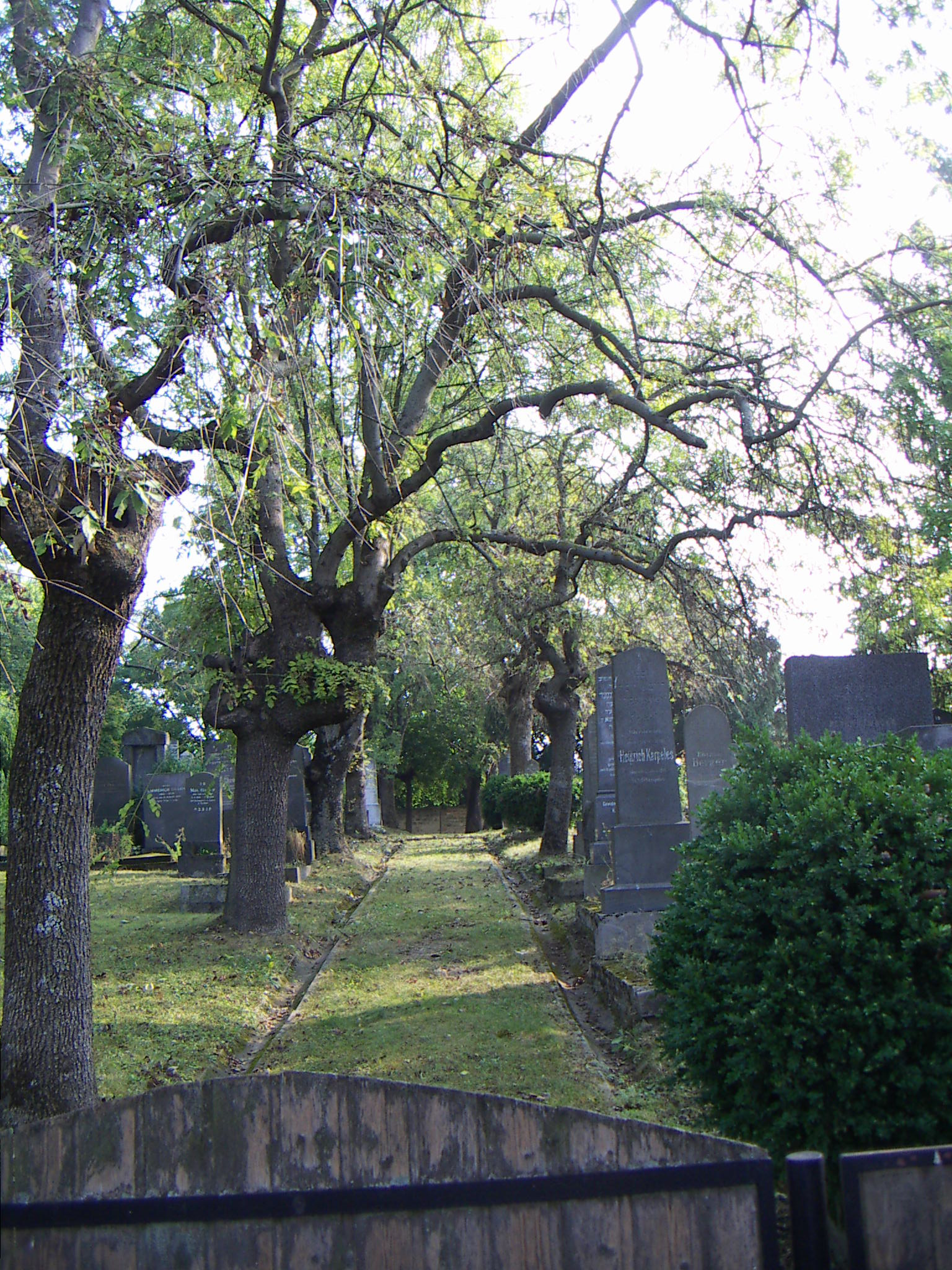
Israelitischer Friedhof Mistelbach

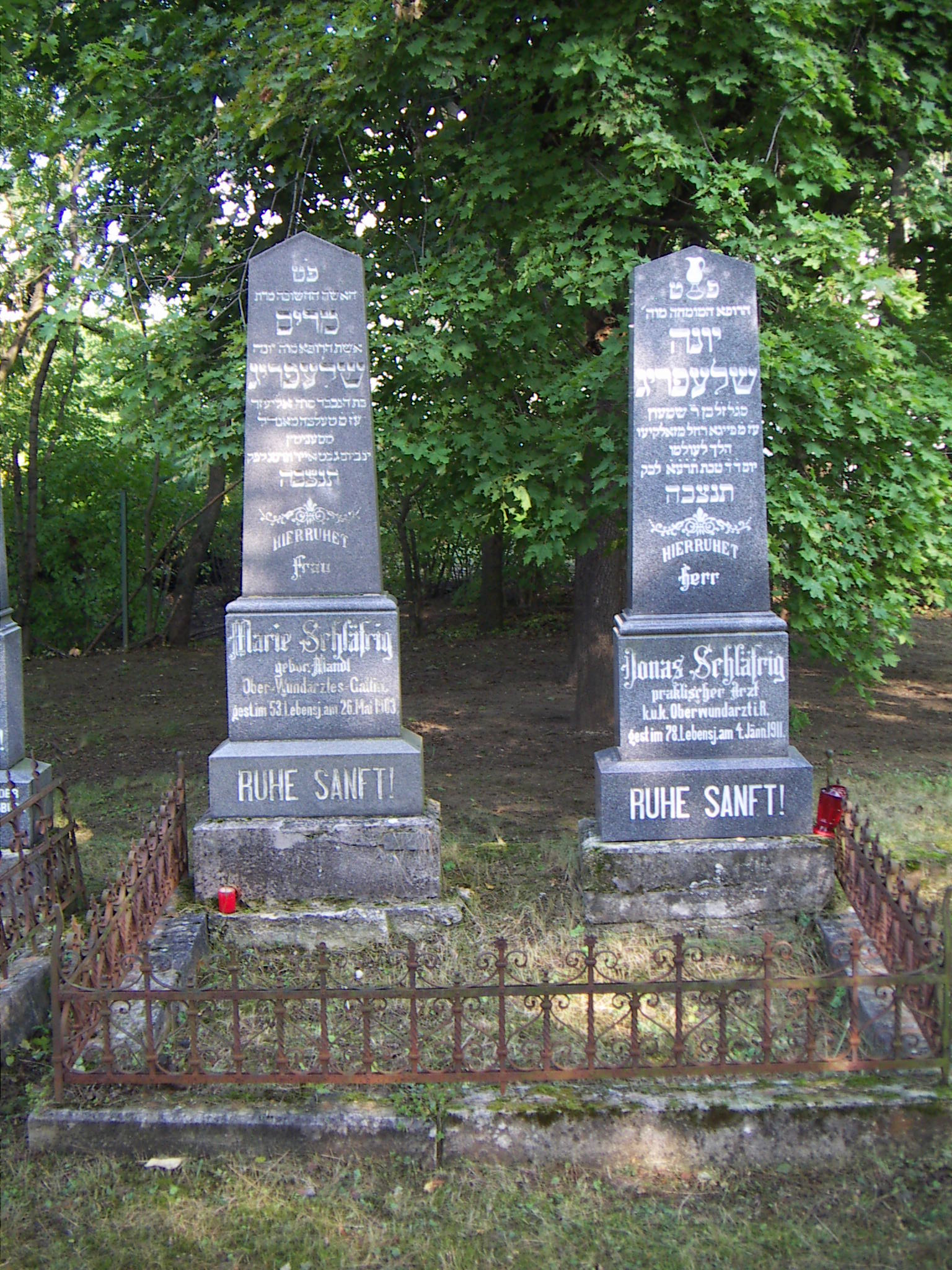
Zwei Grabsteine eines Ehepaares

Der Israelitische Friedhof Mistelbach in Mistelbach an der Zaya diente der Israelitischen Kultusgemeinde Mistelbach von 1900 bis 1938 als Begräbnisstätte. Seit 1951 ist er im Eigentum der Israelitischen Kultusgemeinde Wien.

## Geschichte
1891 erhielten die Juden das Recht, ihre Verstorbenen in einem Areal im Nordosten des christlichen Friedhofs am Kirchenberg zu beerdigen. Die wenigen Gräber waren Kindergräber. 1898 kaufte die Israelitische Kultusgemeinde Mistelbach an der Adresse Waldstraße 104 (jetzt: Waldstraße 122), damals noch außerhalb der Stadt, ein Grundstück für einen eigenen Friedhof. Das erste dortige Begräbnis fand 1900 für den Mistelbacher Handelsmann Hermann Bauer statt. 1907 wurden die jüdischen Leichname vom Kirchenberg nach jahrelangen Streitigkeiten zwischen der Kultusgemeinde und der Stadt Mistelbach exhumiert und im israelitischen Friedhof wiederbestattet. Auf dem ehemaligen Areal am Kirchenberg wurde 1923 der Heldenfriedhof für den Ersten Weltkrieg errichtet. Der letzte nachgewiesene Grabstein stammt vom Mai 1938, nachdem Philip Länger, ein jüdischer Landmaschinenhändler aus Poysdorf, gemeinsam mit seiner christlichen Ehefrau und deren drei Kindern Selbstmord begangen hatte. Nach dem Anschluss wurde der Friedhof von der Stadtgemeinde „arisiert“ und 1951 in einem Rückstellungsverfahren der Kultusgemeinde Wien übergeben. Auf dem Friedhof haben 140 Personen mit 124 Grabsteinen ihre Ruhestätte. Die Grabsteine zeugen vorwiegend von Einzelbestattung, auch Eheleute haben nebeneinander einen alleinstehenden Grabstein. Es gibt zwei Kinderreihen.

## Hinweis
Der Friedhof kann besichtigt werden. Der Schlüssel für die etwas versteckte Tür wird bei Herrn Martin Jäger, Waldstraße 117 (gegenüber Waldstraße 122) verwahrt.